# Major Crimes Act

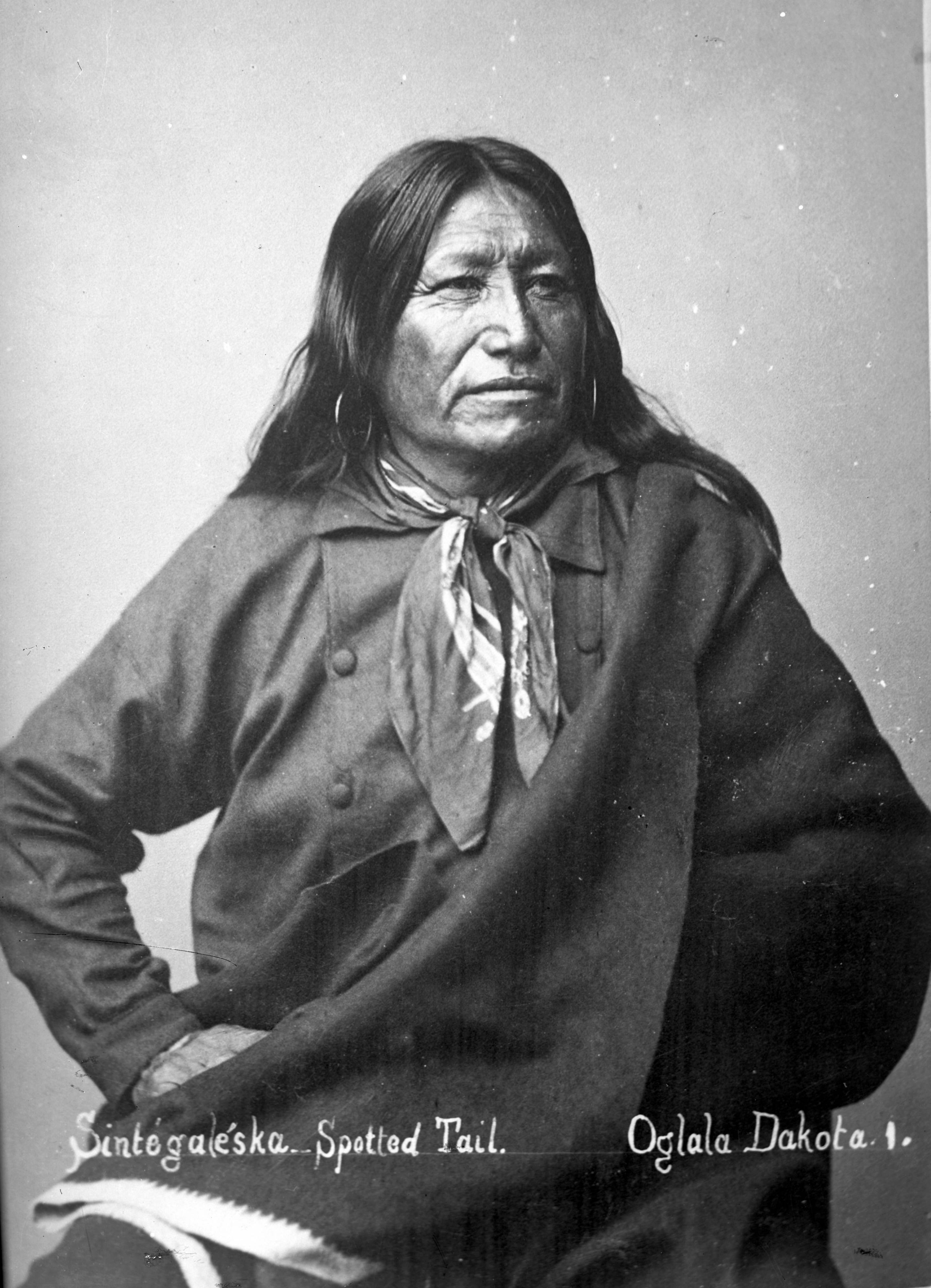
Als Auslöser für das Gesetz gilt die Ermordung von Sinte Gleśka (Spotted Tail), einem Häuptling der Sicangu Oyate (Rosebud Sioux Tribe). Er galt als proamerikanisch

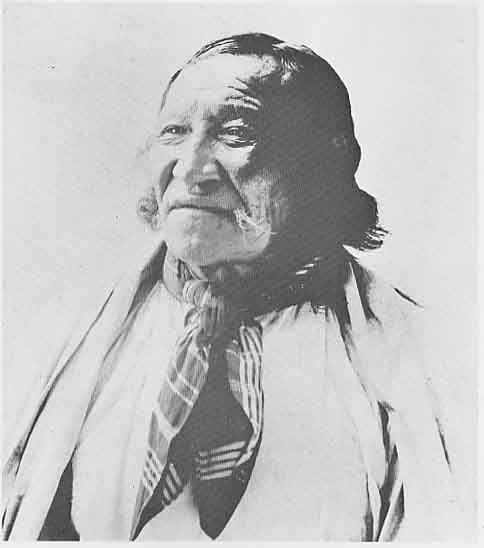
Der Mörder Kȟaŋǧí Šúŋka (Crow Dog) wurde von einem Bundesgericht freigesprochen, da er bereits von einem Stammesgericht verurteilt worden war. Der Major Crimes Act war die Konsequenz dieses Urteils. Er war Polizeichef der Sicangu Oyate.

Als Major Crimes Act wird der letzte Absatz des Indian Appropriations Act aus dem Jahre 1885 bezeichnet. Das US-amerikanische Gesetz wurde am 3. März 1885 vom US-Kongress beschlossen. Der letzte Abschnitt des Gesetzes regelt die Zuständigkeit von Bundesgerichten bei schweren Straftaten in Indianerreservaten. Das gilt auch, wenn alle Beteiligten, also Täter und Opfer, Stammesmitglieder sind. Das Major Crimes Act unterhöhlte damit die interne Gerichtsbarkeit der Indianerstämme erheblich. Vor 1885 waren dafür nur die Stammesgerichte und die Stammesregierungen zuständig. Der Major Crimes Act wurde aufgrund der Ermordung von Spotted Tail durch Crow Dog in der Rosebud Reservation beschlossen. Das Gesetz hat schwerwiegende Auswirkungen bis heute, zum Beispiel die Entscheidung des Obersten Gerichtshof der Vereinigten Staaten Sharp v. Murphy am 9. Juli 2020. Als schwere Verbrechen wurden ursprüngliche sieben Straftatbestände definiert, nämlich „Mord, Totschlag, Vergewaltigung, Körperverletzung, Brandstiftung, Einbruch und Diebstahl“. Später wurde die Liste auf 15 Straftatbestände erweitert.

## Gesetzestext
“§ 9. That immediately upon and after the date of the passage of this act, all Indians committing against the person or property of another Indian or other person any of the following crimes, namely, murder, manslaughter, rape, assault with intent to kill, arson, burglary, and larceny, within any territory of the United States, and either within or without the Indian reservation, shall be subject therefor to the laws of said territory relating to said crimes, and shall be tried therefor in the same courts, and in the same manner, and shall be subject to the same penalties, as are all other persons charged with the commission of the said crimes respectively; and said courts are hereby given jurisdiction in all such cases; and all such Indians committing any of the above-described crimes against the person or property of another Indian or other person, within the boundaries of any State of the United States, and within the limits of any Indian reservation, shall be subject to the same laws, tried in the same courts, and in the same manner, and subject to the same penalties, as are all other persons committing any of the above crimes within the exclusive jurisdiction of the United States.”

Interpretation

Der Artikel stellt fest, dass nach Verabschiedung dieses Gesetzes alle Indianer, welche ein Verbrechen gegen einen anderen Indianer begehen, gleich behandelt werden sollen wie andere Personen, welche dasselbe Verbrechen begehen. Betroffen sind folgende Verbrechen: Mord, Totschlag, Vergewaltigung, Körperverletzung mit der Absicht zu töten, Brandstiftung, Einbruch und Diebstahl. Verbrechen von Indianern sollen vor denselben Gerichten in den USA verhandelt werden und die gleichen Gesetze für eine Verurteilung Anwendung finden. Zuständig sind die Gerichte, die auch für Nicht-Indianer zuständig sind. Es gelten für diese Verbrechen also dieselben Gesetze, egal ob diese innerhalb einer Reservation oder außerhalb einer Reservation begangen wurden. Sie gelten zudem für Indianer und Nichtindianer gleichermaßen. Es gelten also die Gesetze des Bundesstaates oder des Territoriums, in dem sich das Reservat befindet. Anders verhält es sich bei der Zuständigkeit der Gerichte. Zuständig in Indianerreservaten sind immer die Gerichte der Vereinigten Staaten und nicht die Gerichte des Bundesstaates. Wird das Verbrechen außerhalb einer Reservation begangen, sind die Gerichte des Bundesstaates zuständig, auch wenn es sich bei allen Beteiligten um Indianer handelt. Wird das Verbrechen innerhalb eines Reservates begangen, dann sind die Gerichte der Vereinigten Staaten zuständig, egal ob es sich bei den Beteiligten um Indianer oder andere Personen handelt.

## Erweiterung nach 18 U.S. Code §1153 in Englisch
“Any Indian who commits against the person or property of another Indian or other person any of the following offenses, namely, murder, manslaughter, kidnapping, maiming, a felony under chapter 109A, incest, a felony assault under section 113, an assault against an individual who has not attained the age of 16 years, felony child abuse or neglect, arson, burglary, robbery, and a felony under section 661 of this title within the Indian country, shall be subject to the same law and penalties as all other persons committing any of the above offenses, within the exclusive jurisdiction of the United States.”

„Jeder Indianer, welcher eine der folgenden Straftaten gegen eine Person oder das Eigentum eines anderen Indianers oder einer anderen Person (Nichtindianer) begeht, nämlich Mord, Totschlag, Entführung, Verstümmelung, eine Straftat nach Kapitel 109A, Inzest, eine Straftat nach Abschnitt 113, eine Straftat gegen eine Person, die das Alter von 16 Jahren nicht erreicht hat, Kindesmisshandlung oder Vernachlässigung, Brandstiftung, Einbruch, Raub und eine Straftat gemäß Abschnitt 661 auf Indianerterritorium begangen hat, unterliegt denselben Gesetzen und Strafen wie alle anderen Personen, welche einer der oben genannten Straftaten begangen haben, und liegen im ausschließlichen Zuständigkeitsbereich der Vereinigten Staaten.“

## Konsequenzen
Mit dem Gesetz wurde massiv in die Souveränität der Stämme eingeschritten. Konnten die Stämme vor der Verabschiedung dieses Gesetzes ihre internen Konflikte selbstständig regeln, so übernahmen die Gerichte der Territorien die Verantwortung. Stammeskriege und Konflikte wurden von Gerichten der Weißen abgeurteilt. Die Stammesgerichte büßten an Bedeutung ein. Sie konnten nur noch in kleinen Konflikten urteilen. Nach der Auflösung vieler Reservate übernahmen oftmals Gerichte der Bundesstaaten die Verurteilung von Personen, welche ein Verbrechen, welches unter das Major Crimes Act fiel, begangen hatten. Besonders betroffen davon ist der Bundesstaat Oklahoma. Gewaltverbrechen, welche auf dem Gebiet des ehemaligen Indianerterritoriums von Indianern begangen wurden, wurden von Gerichten des Bundesstaates Oklahoma abgeurteilt. Doch die betroffenen Indianer gingen in Berufung. Die Berufungsgerichte mussten entscheiden welches Gericht für die Verurteilung des Verbrechens wirklich zuständig war. Sie mussten sich also die Frage stellen, ob ein Indianerreservat legal aufgelöst worden ist. Oder ob die Auflösung gegen Bundesgesetze und Verträge verstieß. Im Falle Oklahoma wurde klar festgestellt, dass die Auflösung der Indianerreservate der Fünf zivilisierten Stämme also der Cherokee, Chickasaw, Choctaw, Muskogee und der Seminolen nicht legal vollzogen worden war. Die Reservate bestehen also legal weiter. Indianer, welche von den Gerichten des Bundesstaates Oklahoma verurteilt wurden, hätten rechtlich von einem Bundesgericht verurteilt werden müssen. Dies wurde im Verfahren Sharp v. Murthy festgestellt. Das Urteil hat weitgehende Konsequenzen, nicht nur für die betroffenen Verurteilten. 47 % des Territoriums von Oklahoma untersteht jetzt den Gerichten der Stämme und der Bundesregierung. Das Major Crimes Act von 1885 ermöglicht es den Stämmen gegen die einseitige Auflösung der Reservate durch die Vereinigten Staaten juristisch vorzugehen. Vergangenes Unrecht wurde damit durch das Oberste Gericht rückgängig gemacht. Andere Bundesstaaten werden mit den gleichen Problemen konfrontiert werden, z. B. New York.